# سيمنز وهالسكي

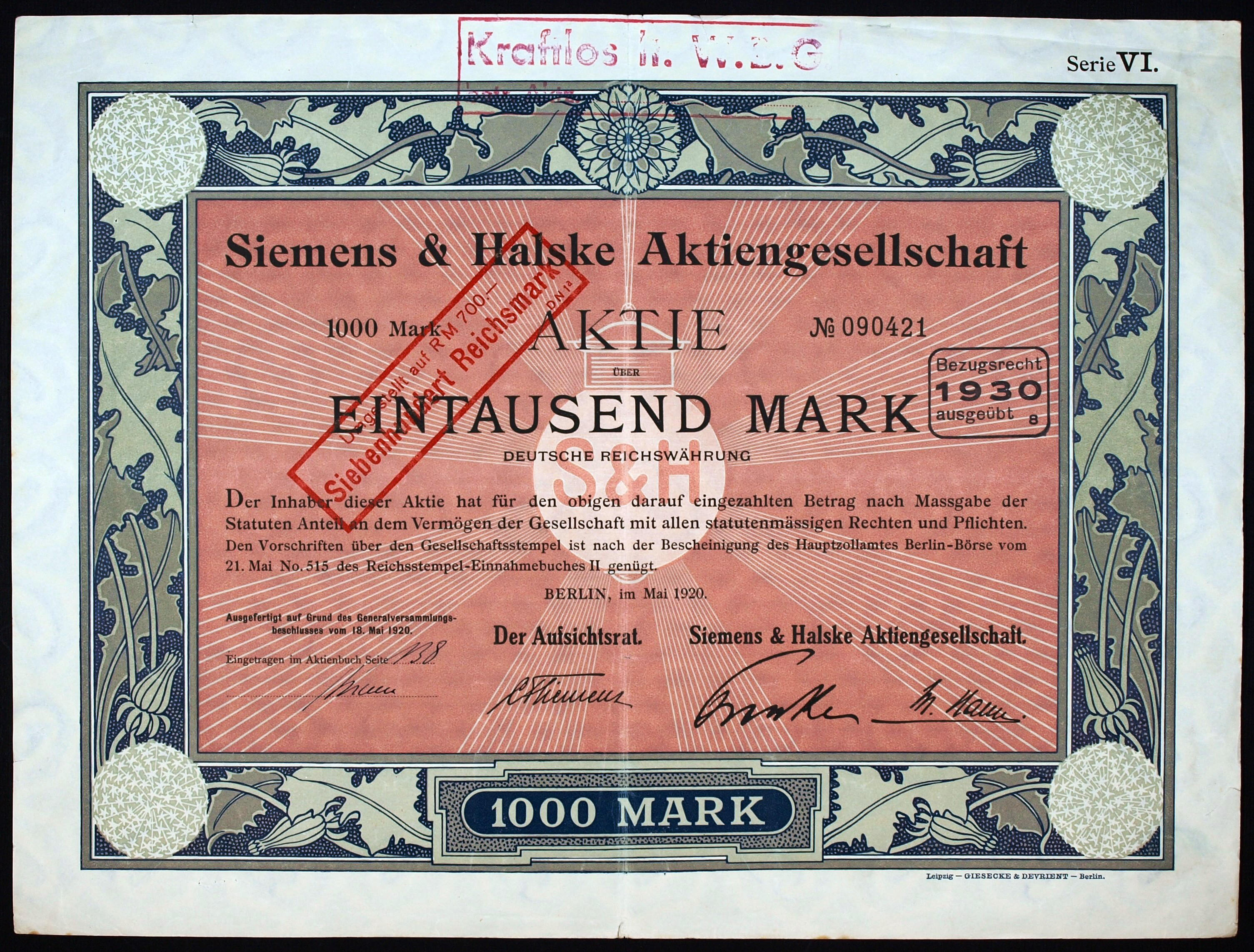
حصة شركة سيمنز وهالسكي الصادرة في مايو 1920

سيمنز وهالسكي آكتينجيسلشافت شركة هندسة كهربائية ألمانية أصبحت فيما بعد جزءًا من شركة سيمنز.
تأسست في 12 أكتوبر 1847 باسم Telegraphen-Bauanstalt von Siemens & Halske بواسطة إيرنست فيرنر فون سيمنز ويوهان جورج هالسكي. تقع الشركة في برلين - كروزبرج، متخصصة في تصنيع أجهزة التلغراف الكهربائية وفقًا لبراءة تشارلز ويتستون لعام 1837. في عام 1848، قامت الشركة ببناء أحد خطوط التلغراف الأوروبية الأولى من برلين إلى فرانكفورت أم ماين. توسعت الشركة بسرعة مع ممثلين في بريطانيا العظمى (Carl Wilhelm Siemens) وروسيا (كارل هاينريك فون سيمنز) بالإضافة إلى مصانع تصنيع الكابلات الخاصة بها في وولويتش وسانت بطرسبرغ. تم دعم صعود الشركة من خلال براءة اختراع Werner von Siemens للمولد الكهربائي (دينامو) في عام 1867.

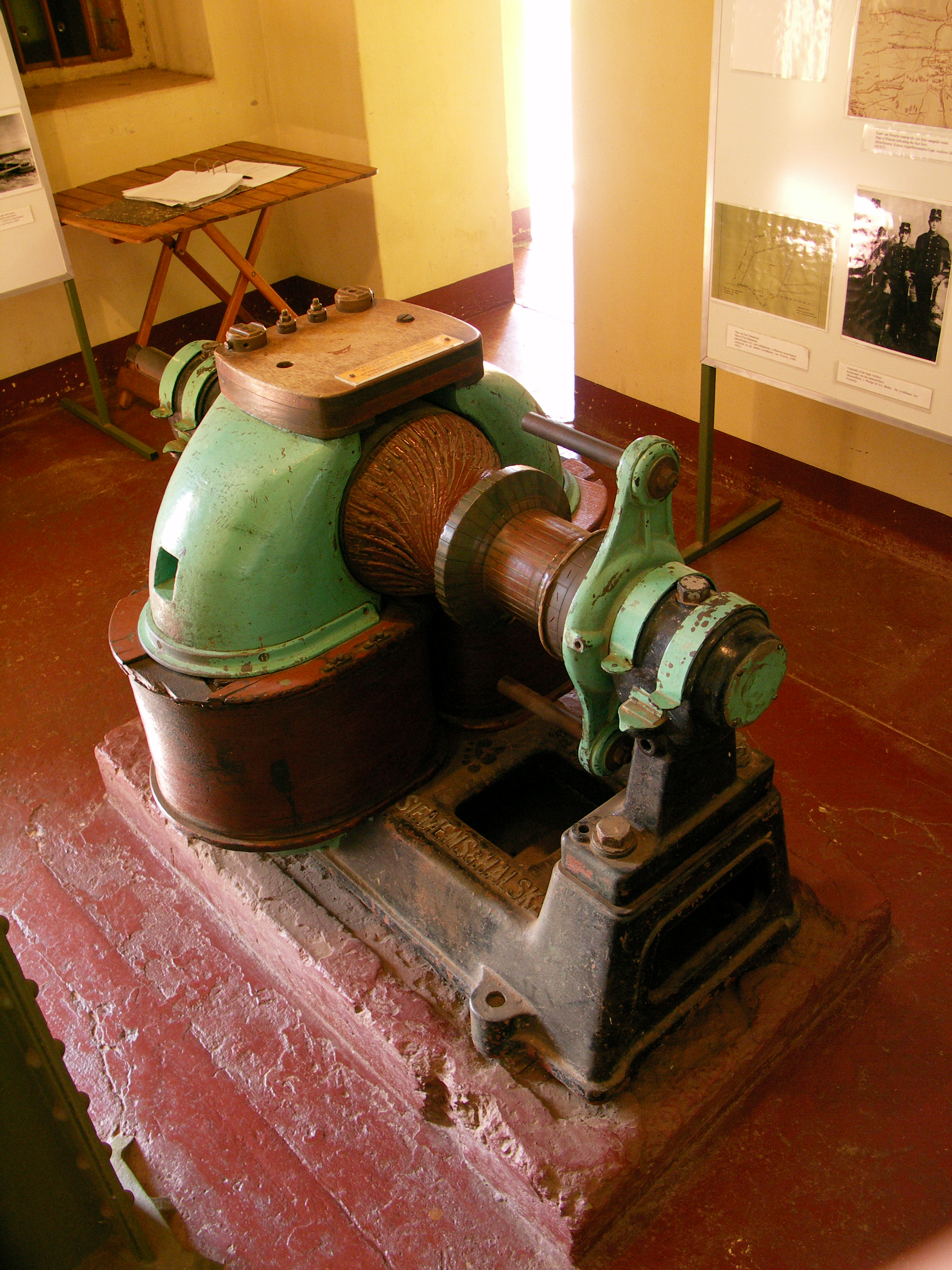
مولد كهربائي

في عام 1881، قامت الشركة ببناء ترام Gross-Lichterfelde، أول خط ترام كهربائي في العالم، في ضاحية جنوب غرب ليشترفيلد في برلين، يليه ترام Mödling وHinterbrühl بالقرب من فيينا، أول ترام كهربائي بين المدن في النمسا - المجر. شهد عام 1882 افتتاح مسار «Elektromote» التجريبي، وهو مفهوم ترولي باص مبكر في ضاحية هالينسي في برلين. أدى تزايد شعبية التلغراف والترام الكهربائي، وكذلك في المولدات والمحركات الكهربائية، إلى ضمان نمو مطرد لشركة.
خلال الحرب العالمية الثانية، استخدمت الشركة عبيد من معسكرات الاعتقال. 

## روابط خارجية
- Documents and clippings about Siemens & Halske